# Joana de Rocabertí i de Fenollet

Joana de Rocabertí i Fenollet fou filla del vescomte de Rocabertí Felip Dalmau I de Rocabertí i d'Esclarmunda de Fenollet, filla del vescomte d'Illa-Canet.
Es va casar amb Pere II d'Empúries, el darrer comte de la segona dinastia d'Empúries, amb el qual no tingué descendència.
Pere morí el 1402, havent designat la seva esposa com a hereva universal i, subsidiàriament, el seu cunyat, el vescomte Jofre VI de Rocabertí. D'entre les seves possessions, atorgà personalment a Joana la baronia de Verges (Verges, la Tallada i Bellcaire), Camallera i el castell de Requesens, situats al comtat d'Empúries, i la vila de Vinçà, al Conflent.
El rei Martí, per tal d'impedir la concentració feudal que en resultaria, invocà l'acta de donació del comtat d'Empúries a l'infant Pere i als seus descendents (1325), que n'estipulava la reversió a la corona en cas de manca de descendència directa, declarà el comtat unit a la corona i l'ocupà.
Jofre VI de Rocabertí morí el 1403, deixant un hereu (Dalmau VIII) de curta edat, circumstàncies que van afavorir l'èxit de la iniciativa reial. El canvi de dinastia (1412) va propiciar que, a la mort de Joana (1416), Dalmau VIII de Rocabertí aconseguís d'Alfons el Magnànim algunes compensacions territorials (les donacions personals a Joana, efectives el 1418) a canvi de renunciar als drets que el testament de l'últim comte d'Empúries li atorgava sobre el comtat, que el monarca cediria a un dels propis germans.